# FK Astana
Pour les articles homonymes, voir Astana (homonymie).
Ne pas confondre avec le FK Astana-1964, un autre club de football du Kazakhstan
Maillots
Actualités
Le Astana Fýtbol Klýby (en kazakh : Астана футбол клубы, Astana Foûtbol Kloûby), plus couramment abrégé en FK Astana, est un club kazakh de football fondé en 2009 et basé à Astana, la capitale du pays.
Fondé sous le nom Lokomotiv avant de prendre son appellation actuelle en juin 2011, le club s'impose dès ses premières années dans les premières places du championnat kazakh et remporte notamment son premier trophée en 2010 avec la coupe du Kazakhstan. Il remporte son premier titre de champion à l'issue de la saison 2014, enchaînant par la suite six titres consécutifs jusqu'en 2019. Il forme également une rivalité avec l'historique Kaïrat Almaty dans le cadre du « derby des deux capitales ».
Du fait de ses succès sur le plan domestique, le FK Astana devient rapidement un des représentants privilégiés du Kazakhstan sur la scène européenne à partir de 2013, prenant régulièrement part à la Ligue des champions, dont il atteint notamment la phase de groupes en 2015, ainsi qu'à la Ligue Europa, où il accède à la phase finale au cours de la saison 2017-2018.
Les couleurs principales du club sont le jaune et le bleu clair. Il évolue depuis sa fondation à l'Astana Arena, d'une capacité de 30 000 places.

## Histoire

### Premières années (2009-2013)
Le 27 décembre 2008, les deux équipes privées du FK Almaty et du Megasport Almaty annoncent leur fusion afin de former un nouveau club appelé Lokomotiv au début d'année 2009. Celui-ci est délocalisé dans la foulée dans la capitale Astana, notamment dans la perspective d'emménager dans l'Astana Arena alors en cours de construction. Pour sa première saison, l'équipe accueille notamment au sein de son effectif les internationaux russes Andreï Tikhonov et Egor Titov ainsi que Rinat Abdulin, Maksat Baizhanov, Baffour Gyan, Maksim Chatskikh ou encore Patrick Ovie (en), le tout entraîne par Sergueï Iouran. Ces arrivées permettent au Lokomotiv d'être rapidement vu comme un prétendant au titre de champion, bien que le manque d'automatismes de l'effectif constitué ainsi que son âge moyen sont vus comme des freins à ces ambitions, l'équipe connaissant de plus une préparation mitigée qui la voit notamment s'incliner lourdement face au champion en titre Aktobe sur le score de 6-0. Le club termine finalement la saison 2009 en deuxième position, à cinq points d'Aktobe. À cela s'ajoute de plus des problèmes financiers grandissants à partir de l'été tandis que le personnel d'entraîneurs dirigé par Iouran quitte ses fonctions début novembre.
Au début de l'année 2010, la direction du club est profondément remaniée avec l'arrivée d'un nouveau président et d'une nouvelle direction sportive qui nomme l'Allemand Holger Fach au poste d'entraîneur. Ces changements s'accompagnent du départ d'une grande partie de l'effectif de la saison précédente, notamment Andreï Tikhonov et Egor Titov, licenciés pour « absentéisme » dans des circonstances suspectes. Par la suite, au début du mois de mai, la participation du Lokomotiv à la Ligue Europa est refusée par l'UEFA en raison de l'obligation réglementaire pour un club d'exister depuis au moins trois ans pour prendre part aux compétitions européennes. Malgré tout, l'équipe continue de jouer les premiers rôles en championnat, échouant cependant au podium lors de la dernière journée face à l'Irtych Pavlodar au début du mois de novembre. Cette déception est suivie quelques jours plus tard d'une victoire en Coupe du Kazakhstan face au Chakhtior Karagandy qui permet au club de remporter son premier titre. Il remporte dans la foulée la Supercoupe contre le Tobol Kostanaï au début du mois de mars 2011.
Renommé FK Astana en juin 2011 avec de plus un passage à des couleurs bleu et jaune similaires à l'équipe de cyclisme Astana,, la saison qui suit voit l'équipe finir une nouvelle fois quatrième, tandis qu'Holger Fach est remplacé au mois de novembre par Oleh Protasov. Ce dernier ne reste en poste que six mois avant de démissionner en avril 2012 après un mauvais début de saison au cours duquel Astana ne marque que sept points lors des six premiers matchs, sa place étant reprise par la suite par le Tchèque Miroslav Beránek, qui est également sélectionneur du Kazakhstan. Sous ses ordres, le club remporte une nouvelle fois la coupe nationale aux dépens de l'Irtych Pavlodar mais ne peut faire mieux qu'une cinquième place en championnat. Ces performances permettent malgré tout à Astana de disputer pour la Ligue Europa pour la première fois à l'été 2013, où il est cependant éliminé sèchement dès le premier tour de qualification par le Botev Plovdiv sur le score de 6-0 à l'issue de la confrontation en deux manches. Ce lourd revers signe la fin du mandat de Beránek qui quitte ses fonctions dans la foulée. Son successeur Ioan Andone amène par la suite l'équipe à la deuxième place du championnat, marquant son retour sur le podium après trois ans au pied de celui-ci.

### Domination domestique et performances européennes (2014-2020)
Après le départ d'Andone en fin d'année 2013, le club est brièvement repris par Vadim Abramov (en) qui occupe le poste d'entraîneur pendant deux semaines avant de s'en aller après l'arrivée d'un nouveau président durant le mois de décembre,. C'est alors Grigori Babayan qui assure l'intérim pendant le premier semestre de 2014 avant la nomination du Bulgare Stanimir Stoilov à la tête de l'équipe au mois de juin. Peu après son arrivée, Astana connaît une seconde campagne bien plus fructueuse en Ligue Europa en atteignant cette fois le stade des barrages de qualification pour la phase de groupes, où il tombe finalement contre Villarreal sur le lourd score de 7-0. Cette performance est suivie en fin d'année par la première victoire du club en championnat avec une avance de cinq points sur le tenant du titre Aktobe.
L'année qui suit voit Astana prendre part pour la première fois à la phase qualificative de la Ligue des champions où, démarrant au deuxième tour, il bat successivement le NK Maribor, le HJK Helsinki et l'APOEL Nicosie pour atteindre la phase de groupes de la compétition, devenant le premier club kazakh à réaliser cette performance. Tiré ensuite dans le groupe C en compagnie de l'Atlético Madrid, du Benfica Lisbonne et de Galatasaray SK, il termine finalement dernier de la poule avec un bilan de quatre matchs nuls pour deux défaites,. En parallèle de ce parcours, l'équipe parvient à conserver son titre de champion en terminant de peu devant le Kaïrat Almaty à la faveur d'un succès à domicile contre Aktobe lors du dernier tour. Elle échoue cependant à accomplir le doublé en perdant la finale de la coupe face au Kaïrat.
Durant la saison 2016, le club échoue cette fois à atteindre la phase de groupes de la Ligue des champions en s'inclinant face au Celtic Glasgow lors du troisième de qualification. Il s'impose par la suite face au BATE Borisov lors des barrages de la Ligue Europa pour prendre part à la phase de groupes de cette compétition, où il finit une nouvelle fois quatrième et dernier malgré un succès à domicile face à l'APOEL Nicosie. Sur le plan domestique, Astana parvient à remporter un troisième titre consécutif et sort cette fois vainqueur de la coupe nationale, aux dépens du Kaïrat Almaty dans les deux cas, pour réaliser son premier doublé.
L'année 2017 voit l'équipe passer proche d'un retour en phase de poules de la Ligue des champions en atteignant le stade des barrages, avant d'être éliminée une nouvelle fois par le Celtic Glasgow. Repêchée dans les groupes de la Ligue Europa, elle est tirée au sein de la poule A en compagnie de Villarreal, du Slavia Prague et du Maccabi Tel-Aviv, et parvient cette fois à terminer en deuxième position, signant un bilan de trois victoires, un nul et deux défaites pour se qualifier en phase finale. Cette performance s'accompagne d'un nouveau titre de champion au début du mois de novembre,. L'aventure européenne du club s'achève cependant au mois de février 2018 avec une défaite 6-4 face au Sporting CP au stade des seizièmes de finale. Peu après cette défaite, l'entraîneur Stanimir Stoilov quitte ses fonctions pour prendre la tête de la sélection kazakhe au début du mois de mars.
Après avoir démarré la saison 2018 sous les ordres de l'intérimaire Grigori Babayan, le poste d'entraîneur est repris en juin par l'Ukrainien Roman Hryhorchuk (en) qui doit cependant quitter ses fonctions dès le mois d'août pour des raisons personnelles. L'intérim est à nouveau assuré par Babayan qui amène Astana à une nouvelle phase de groupes de Ligue Europa où il termine cette fois troisième. En championnat, l'équipe s'avère particulièrement dominante et s'assure un cinquième titre consécutif avec une avance de quinze points sur son dauphin le Kaïrat Almaty.
Voyant le retour de Roman Hryhorchuk à la tête de l'équipe en début d'année 2019, le club doit cependant faire face aux départs de plusieurs cadres importants tout au long de la saison, en particulier Marin Aničić et Junior Kabananga. Ces pertes s'accompagnent d'une chute des performances de l'équipe, qui est éliminée dès le premier tour de qualification de la Ligue des champions, bien qu'elle parvient par la suite à atteindre à nouveau la phase de groupes de la Ligue Europa où elle finit quatrième et dernière avec cinq défaites pour un succès contre Manchester United. Domestiquement, la domination de la saison passée laisse place à une concurrence serrée pour le titre de champion face au Kaïrat Almaty, l'Ordabasy Chimkent et le Tobol Kostanaï, à l'issue de laquelle Astana sort finalement victorieux pour s'adjuger son sixième titre d'affilée.

### Perte du titre de champion (2020-2021)
Le début du mois de janvier 2020 est marqué par le départ de l'entraîneur Roman Hryhorchuk (en), qui est remplacé par le Tchèque Michal Bílek. Au cours d'une saison marquée par la pandémie de Covid-19 qui interrompt la tenue du championnat pendant plusieurs mois, le club connaît cette fois des performances désastreuses sur le plan continental, avec une élimination d'entrée en Ligue des champions face au Dinamo Brest, qui signe le départ de Bílek dès le mois d'août, puis en Ligue Europa contre le Budućnost Podgorica sous la houlette de l'intérimaire Paul Ashworth. Ce dernier dirige par la suite l'équipe jusqu'à la nomination d'Andreï Tikhonov à la mi-octobre. Malgré cette arrivée, Astana connaît une fin de saison difficile sur le plan domestique, subissant notamment cinq défaites au cours des mois d'octobre et novembre. Cette mauvaise forme le voit finalement concéder le titre pour la première fois depuis 2013 en terminant troisième à neuf points du Kaïrat Almaty.
Continuant malgré tout l'aventure sous les ordres de Tikhonov, le club joue à nouveau les premiers rôles au cours de la saison 2021 durant laquelle il doit cette fois faire face à la concurrence du Tobol Kostanaï tout au long de l'exercice. Alors qu'Astana se place en première position à deux journées de la fin, il subit un revers décisif sur la pelouse du Kaïrat Almaty lors de l'avant-dernier tour et doit à nouveau concéder le titre au Tobol. Le match face au Kaïrat est également le théâtre d'un incident au cours duquel les joueurs d'Astana refusent temporairement de revenir sur le terrain pour la deuxième mi-temps afin de protester contre l'arbitrage. Cette action vaut à l'entraîneur Andreï Tikhonov d'être suspendu de toutes activités footballistiques au Kazakhstan pour deux ans,. Sur le plan européen, le club participe à la première édition de la Ligue Europa Conférence durant l'été 2021, étant cependant éliminé au troisième tour de qualification par l'équipe finlandaise du KuPS Kuopio.

### Nouveau titre et coupe d'Europe (2022-2023)
Après ces deux années de disette, le club remporte son septième titre de champion du Kazakhstan et se qualifie de nouveau pour la ligue des champions. Après une victoire au premier tour contre le Dinamo Tbilissi, le club est defait par le Dinamo Zagreb et est reversé en ligue europa ou il affrontera Ludogorets Razgrad.

## Bilan sportif

### Palmarès
| \| - Championnat du Kazakhstan (7) : - Champion : 2014, 2015, 2016, 2017, 2018, 2019 et 2022. - Vice-champion : 2009, 2013, 2021, 2023 et 2024. - Coupe du Kazakhstan (3) : - Vainqueur : 2010, 2012 et 2016. - Finaliste : 2011 et 2015. \| \| - Supercoupe du Kazakhstan (5) : - Vainqueur : 2015, 2018, 2019, 2020 et 2023. - Finaliste : 2013, 2016, 2017 et 2021. \| |  | |
| - Championnat du Kazakhstan (7) : - Champion : 2014, 2015, 2016, 2017, 2018, 2019 et 2022. - Vice-champion : 2009, 2013, 2021, 2023 et 2024. - Coupe du Kazakhstan (3) : - Vainqueur : 2010, 2012 et 2016. - Finaliste : 2011 et 2015. |  | - Supercoupe du Kazakhstan (5) : - Vainqueur : 2015, 2018, 2019, 2020 et 2023. - Finaliste : 2013, 2016, 2017 et 2021. |

### Classements en championnat
La frise ci-dessous résume les classements successifs du club en championnat.

### Bilan par saison
| Saison | Championnat | Championnat | Championnat | Championnat | Championnat | Championnat | Championnat | Championnat | Championnat | Championnat | Coupe               | Supercoupe | Coupe d'Europe | Coupe d'Europe      |
| Saison | Division    | Pos         | Pts         | J           | V           | N           | D           | BP          | BC          | Diff        | Coupe               | Supercoupe | C              | Résultat            |
| ------ | ----------- | ----------- | ----------- | ----------- | ----------- | ----------- | ----------- | ----------- | ----------- | ----------- | ------------------- | ---------- | -------------- | ------------------- |
| 2009   | 1re         | 2e          | 60          | 26          | 20          | 0           | 6           | 54          | 24          | +30         | Huitièmes de finale | —          | —              | —                   |
| 2010   | 1re         | 4e          | 50          | 32          | 14          | 8           | 10          | 41          | 28          | +13         | Vainqueur           | —          | —              | —                   |
| 2011   | 1re         | 4e          | 33          | 32          | 16          | 7           | 9           | 50          | 37          | +13         | Huitièmes de finale | Vainqueur  | —              | —                   |
| 2012   | 1re         | 5e          | 46          | 26          | 13          | 7           | 6           | 34          | 24          | +10         | Vainqueur           | —          | —              | —                   |
| 2013   | 1re         | 2e          | 62          | 32          | 19          | 5           | 8           | 56          | 28          | +28         | Quarts de finale    | Finale     | C3             | Premier tour Q      |
| 2014   | 1re         | 1er         | 64          | 32          | 18          | 10          | 4           | 63          | 26          | +37         | Demi-finales        | —          | C3             | Barrages Q          |
| 2015   | 1re         | 1er         | 67          | 32          | 20          | 7           | 5           | 55          | 26          | +39         | Finale              | Vainqueur  | C1             | Phase de groupes    |
| 2016   | 1re         | 1er         | 73          | 32          | 23          | 4           | 5           | 47          | 21          | +26         | Vainqueur           | Finale     | C1             | Troisième tour Q    |
| 2016   | 1re         | 1er         | 73          | 32          | 23          | 4           | 5           | 47          | 21          | +26         | Vainqueur           | Finale     | C3             | Phase de groupes    |
| 2017   | 1re         | 1er         | 76          | 33          | 25          | 4           | 4           | 74          | 21          | +51         | Huitièmes de finale | Finale     | C1             | Barrages Q          |
| 2017   | 1re         | 1er         | 76          | 33          | 25          | 4           | 4           | 74          | 21          | +51         | Huitièmes de finale | Finale     | C3             | Seizièmes de finale |
| 2018   | 1re         | 1er         | 77          | 33          | 24          | 5           | 4           | 68          | 22          | +46         | Huitièmes de finale | Vainqueur  | C1             | Troisième tour Q    |
| 2018   | 1re         | 1er         | 77          | 33          | 24          | 5           | 4           | 68          | 22          | +46         | Huitièmes de finale | Vainqueur  | C3             | Phase de groupes    |
| 2019   | 1re         | 1er         | 69          | 33          | 22          | 3           | 8           | 67          | 28          | +39         | Huitièmes de finale | Vainqueur  | C1             | Premier tour Q      |
| 2019   | 1re         | 1er         | 69          | 33          | 22          | 3           | 8           | 67          | 28          | +39         | Huitièmes de finale | Vainqueur  | C3             | Phase de groupes    |
| 2020   | 1re         | 3e          | 36          | 20          | 11          | 3           | 6           | 32          | 21          | +11         | —                   | Vainqueur  | C1             | Premier tour Q      |
| 2020   | 1re         | 3e          | 36          | 20          | 11          | 3           | 6           | 32          | 21          | +11         | —                   | Vainqueur  | C3             | Deuxième tour Q     |
| 2021   | 1re         | 2e          | 57          | 26          | 17          | 6           | 3           | 53          | 25          | +28         | Demi-finales        | —          | C4             | Troisième tour Q    |
| 2022   | 1re         | 1er         | 53          | 26          | 16          | 5           | 5           | 65          | 24          | +41         | Demi-finales        | —          | C4             | Deuxième tour Q     |
| 2023   | 1re         | 2e          | 53          | 26          | 16          | 5           | 5           | 36          | 24          | +12         | Demi-finales        | Vainqueur  | C1             | Deuxième tour Q     |
| 2023   | 1re         | 2e          | 53          | 26          | 16          | 5           | 5           | 36          | 24          | +12         | Demi-finales        | Vainqueur  | C3             | Troisième tour Q    |
| 2023   | 1re         | 2e          | 53          | 26          | 16          | 5           | 5           | 36          | 24          | +12         | Demi-finales        | Vainqueur  | C4             | Phase de groupes    |
| 2024   | 1re         | 2e          | 46          | 24          | 14          | 4           | 6           | 39          | 19          | +20         | Quarts de finale    | —          | C4             | En cours            |

Légende
- Vainqueur de la compétition
- Vice-champion ou finaliste de la compétition
- Troisième de la compétition

### Bilan européen

#### Bilan
| Compétition              | P  | M   | V  | N  | D  | BP  | BC  | Diff. |
| ------------------------ | -- | --- | -- | -- | -- | --- | --- | ----- |
| Ligue des champions (C1) | 7  | 35  | 12 | 11 | 12 | 40  | 53  | -13   |
| Ligue Europa (C3)        | 8  | 50  | 18 | 10 | 22 | 68  | 81  | -13   |
| Ligue Conférence (C4)    | 5  | 27  | 7  | 6  | 14 | 25  | 43  | -18   |
| Total                    | 20 | 112 | 37 | 27 | 48 | 133 | 177 | -44   |

#### Résultats
Légende
- Victoire ou qualification pour le tour suivant
- Match nul
- Défaite ou élimination de la compétition

Note : dans les résultats ci-dessous, le score du club est toujours donné en premier.
| Saison    | Compétition             | Tour                | Club                | Domicile | Extérieur | Total             |
| --------- | ----------------------- | ------------------- | ------------------- | -------- | --------- | ----------------- |
| 2013-2014 | Ligue Europa            | Premier tour Q      | Botev Plovdiv       | 0 - 1    | 0 - 5     | 0 - 6             |
| 2014-2015 | Ligue Europa            | Premier tour Q      | Pyunik Erevan       | 2 - 0    | 4 - 1     | 6 - 1             |
| 2014-2015 | Ligue Europa            | Deuxième tour Q     | Hapoël Tel-Aviv     | 3 - 0    | 0 - 1     | 3 - 1             |
| 2014-2015 | Ligue Europa            | Troisième tour Q    | AIK Solna           | 1 - 1    | 3 - 0     | 4 - 1             |
| 2014-2015 | Ligue Europa            | Barrages Q          | Villarreal CF       | 0 - 3    | 0 - 4     | 0 - 7             |
| 2015-2016 | Ligue des champions     | Deuxième tour Q     | NK Maribor          | 3 - 1    | 0 - 1     | 3 - 2             |
| 2015-2016 | Ligue des champions     | Troisième tour Q    | HJK Helsinki        | 4 - 3    | 0 - 0     | 4 - 3             |
| 2015-2016 | Ligue des champions     | Barrages Q          | APOEL Nicosie       | 1 - 0    | 1 - 1     | 2 - 1             |
| 2015-2016 | Ligue des champions     | Groupe C            | Benfica Lisbonne    | 2 - 2    | 0 - 2     | Quatrième         |
| 2015-2016 | Ligue des champions     | Groupe C            | Atlético Madrid     | 0 - 0    | 0 - 4     | Quatrième         |
| 2015-2016 | Ligue des champions     | Groupe C            | Galatasaray SK      | 2 - 2    | 1 - 1     | Quatrième         |
| 2016-2017 | Ligue des champions     | Deuxième tour Q     | Žalgiris Vilnius    | 2 - 1    | 0 - 0     | 2 - 1             |
| 2016-2017 | Ligue des champions     | Troisième tour Q    | Celtic FC           | 1 - 1    | 1 - 2     | 2 - 3             |
| 2016-2017 | Ligue Europa            | Barrages Q          | BATE Borisov        | 2 - 0    | 2 - 2     | 4 - 2             |
| 2016-2017 | Ligue Europa            | Groupe B            | Olympiakos          | 1 - 1    | 1 - 4     | Quatrième         |
| 2016-2017 | Ligue Europa            | Groupe B            | APOEL Nicosie       | 2 - 1    | 1 - 2     | Quatrième         |
| 2016-2017 | Ligue Europa            | Groupe B            | Young Boys          | 0 - 0    | 0 - 3     | Quatrième         |
| 2017-2018 | Ligue des champions     | Deuxième tour Q     | Spartaks Jūrmala    | 1 - 1    | 1 - 0     | 2 - 1             |
| 2017-2018 | Ligue des champions     | Troisième tour Q    | Dinamo Zagreb       | 3 - 1    | 0 - 1     | 3 - 2             |
| 2017-2018 | Ligue des champions     | Barrages Q          | Celtic FC           | 4 - 3    | 0 - 5     | 4 - 8             |
| 2017-2018 | Ligue Europa            | Groupe A            | Maccabi Tel-Aviv    | 4 - 0    | 1 - 0     | Deuxième          |
| 2017-2018 | Ligue Europa            | Groupe A            | Slavia Prague       | 1 - 1    | 1 - 0     | Deuxième          |
| 2017-2018 | Ligue Europa            | Groupe A            | Villarreal CF       | 2 - 3    | 1 - 3     | Deuxième          |
| 2017-2018 | Ligue Europa            | Seizièmes de finale | Sporting CP         | 1 - 3    | 3 - 3     | 4 - 6             |
| 2018-2019 | Ligue des champions     | Premier tour Q      | Sutjeska Nikšić     | 1 - 0    | 2 - 0     | 3 - 0             |
| 2018-2019 | Ligue des champions     | Deuxième tour Q     | FC Midtjylland      | 2 - 1    | 0 - 0     | 2 - 1             |
| 2018-2019 | Ligue des champions     | Troisième tour Q    | Dinamo Zagreb       | 0 - 2    | 0 - 1     | 0 - 3             |
| 2018-2019 | Ligue Europa            | Barrages Q          | APOEL Nicosie       | 1 - 0 ap | 0 - 1     | 1 - 1 (2 - 1 tab) |
| 2018-2019 | Ligue Europa            | Groupe K            | Dynamo Kiev         | 0 - 1    | 2 - 2     | Troisième         |
| 2018-2019 | Ligue Europa            | Groupe K            | Stade rennais       | 2 - 0    | 0 - 2     | Troisième         |
| 2018-2019 | Ligue Europa            | Groupe K            | FK Jablonec         | 2 - 1    | 1 - 1     | Troisième         |
| 2019-2020 | Ligue des champions     | Premier tour Q      | CFR Cluj            | 1 - 0    | 1 - 3     | 2 - 3             |
| 2019-2020 | Ligue Europa            | Deuxième tour Q     | FC Santa Coloma     | 4 - 1    | 0 - 0     | 4 - 1             |
| 2019-2020 | Ligue Europa            | Troisième tour Q    | Valletta FC         | 5 - 1    | 4 - 0     | 9 - 1             |
| 2019-2020 | Ligue Europa            | Barrages Q          | BATE Borisov        | 3 - 0    | 0 - 2     | 3 - 2             |
| 2019-2020 | Ligue Europa            | Groupe L            | Manchester United   | 2 - 1    | 0 - 1     | Quatrième         |
| 2019-2020 | Ligue Europa            | Groupe L            | Partizan Belgrade   | 1 - 2    | 1 - 4     | Quatrième         |
| 2019-2020 | Ligue Europa            | Groupe L            | AZ Alkmaar          | 0 - 5    | 0 - 6     | Quatrième         |
| 2020-2021 | Ligue des champions     | Premier tour Q      | Dinamo Brest        | 3 - 6    | N/A       | 3 - 6             |
| 2020-2021 | Ligue Europa            | Deuxième tour Q     | Budućnost Podgorica | 0 - 1    | N/A       | 0 - 1             |
| 2021-2022 | Ligue Europa Conférence | Deuxième tour Q     | Aris Salonique      | 2 - 0    | 1 - 2 ap  | 3 - 2             |
| 2021-2022 | Ligue Europa Conférence | Troisième tour Q    | KuPS Kuopio         | 3 - 4    | 1 - 1     | 4 - 5             |
| 2022-2023 | Ligue Europa Conférence | Deuxième tour Q     | Raków Częstochowa   | 0 - 1    | 0 - 5     | 0 - 6             |
| 2023-2024 | Ligue des champions     | Premier tour Q      | Dinamo Tbilissi     | 1 - 1    | 2 - 1     | 3 - 2             |
| 2023-2024 | Ligue des champions     | Deuxième tour Q     | Dinamo Zagreb       | 0 - 2    | 0 - 4     | 0 - 6             |
| 2023-2024 | Ligue Europa            | Troisième tour Q    | Ludogorets Razgrad  | 2 - 1    | 1 - 5     | 3 - 6             |
| 2023-2024 | Ligue Europa Conférence | Barrages Q          | Partizani Tirana    | 1 - 0    | 1 - 1     | 2 - 1             |
| 2023-2024 | Ligue Europa Conférence | Groupe C            | Dinamo Zagreb       | 0 - 2    | 1 - 5     | Troisième         |
| 2023-2024 | Ligue Europa Conférence | Groupe C            | Viktoria Plzeň      | 1 - 2    | 0 - 3     | Troisième         |
| 2023-2024 | Ligue Europa Conférence | Groupe C            | KF Ballkani         | 0 - 0    | 2 - 1     | Troisième         |
| 2024-2025 | Ligue Conférence        | Deuxième tour Q     | Milsami Orhei       | 1 - 0    | 1 - 1     | 2 - 1             |
| 2024-2025 | Ligue Conférence        | Troisième tour Q    | Corvinul Hunedoara  | 6 - 1    | 2 - 1     | 8 - 2             |
| 2024-2025 | Ligue Conférence        | Barrages Q          | SK Brann            | 3 - 0    | 0 - 2     | 3 - 2             |
| 2024-2025 | Ligue Conférence        | Phase de ligue      | TSC Bačka Topola    | 1 - 0    | N/A       | 28e               |
| 2024-2025 | Ligue Conférence        | Phase de ligue      | The New Saints      | N/A      | 0 - 2     | 28e               |
| 2024-2025 | Ligue Conférence        | Phase de ligue      | Paphos FC           | N/A      | 0 - 1     | 28e               |
| 2024-2025 | Ligue Conférence        | Phase de ligue      | Vitória Guimarães   | 1 - 1    | N/A       | 28e               |
| 2024-2025 | Ligue Conférence        | Phase de ligue      | Chelsea FC          | 1 - 3    | N/A       | 28e               |
| 2024-2025 | Ligue Conférence        | Phase de ligue      | APOEL Nicosie       | N/A      | 1 - 1     | 28e               |
| 2025-2026 | Ligue Conférence        | Deuxième tour Q     | Zimbru Chișinău     | 2 - 0    | 1 - 1     | 3 - 1             |
| 2025-2026 | Ligue Conférence        | Troisième tour Q    | FC Lausanne-Sport   | 0 - 2    | 1 - 3     | 1 - 5             |

## Personnalités du club

### Présidents du club
- Sayan Khamitjanov

### Entraîneurs du club
- Vakhid Masoudov (janvier 2009-février 2009)
- Sergueï Iouran (février 2009-janvier 2010)
- Holger Fach (janvier 2010-novembre 2011)
- Oleh Protasov (novembre 2011-avril 2012)
- Miroslav Beránek (mai 2012-juillet 2013)
- Ioan Andone (juillet 2013-novembre 2013)
- Vadim Abramov (novembre 2013-décembre 2013)
- Grigori Babayan (janvier 2014-juin 2014)
- Stanimir Stoilov (juin 2014-mars 2018)
- Grigori Babayan (mars 2018-juin 2018)
- Roman Hryhortchouk (juin 2018-janvier 2020)
- Michal Bílek (janvier 2020-août 2020)
- Paul Ashworth (août 2020-octobre 2020)
- Andreï Tikhonov (octobre 2020-novembre 2021)
- Srđan Blagojević (depuis novembre 2021)

## Identité du club

### Stade
Le club évolue dans le Astana Arena depuis sa création en 2009.

### Historique du logo

2009-2011 (Lokomotiv Astana)
2011-2013
2013-2014
2014-2019, depuis 2023
2020-2023